# Пол Кастеллано
Константіно Пол Кастеллано (англ. Paul Castellano; 26 червня 1915, Нью-Йорк — 16 грудня 1985, Нью-Йорк)  також відомий як «Говард Г'юз мафії» і «Великий Пол» — американський мафіозі, який змінив Карло Гамбіно на посаді глави злочинної родини Гамбіно. Кастеллано був убитий в несанкціонованому вбивстві 16 грудня 1985 року за наказом Джона Готті, який згодом став босом.